# 1 500 mètres masculin aux championnats du monde d'athlétisme 2023
Pour des articles plus généraux, voir Championnats du monde d'athlétisme 2023 et 1 500 mètres aux championnats du monde d'athlétisme.
Navigation
Eugene 2022 Tokyo 2025
L'épreuve du 1 500 mètres masculin des championnats du monde de 2023 se déroule du 19 au 23 août 2023 au sein du Centre national d'athlétisme à Budapest, en Hongrie.

## Qualification
La période de qualification est comprise entre le 31 juillet 2022 et le 30 juillet 2023. Le minima de qualification est fixé à 3 min 34 s 20.

## Résultats

### Séries
Les 6 premiers de chaque série (Q) accèdent aux demi-finales.
| Rang | Série | Athlète                     | Pays             | Temps   | Notes |
| ---- | ----- | --------------------------- | ---------------- | ------- | ----- |
| 1    | 1     | Jakob Ingebrigtsen          | Norvège          | 3:33.94 | Q     |
| 2    | 1     | Josh Kerr                   | Royaume-Uni      | 3:34.00 | Q     |
| 3    | 4     | Abel Kipsang                | Kenya            | 3:34.08 | Q     |
| 4    | 4     | Yared Nuguse                | États-Unis       | 3:34.16 | Q     |
| 5    | 4     | Adam Spencer                | Australie        | 3:34.17 | Q     |
| 6    | 1     | Reynold Cheruiyot           | Kenya            | 3:34.24 | Q     |
| 7    | 3     | Niels Laros                 | Pays-Bas         | 3:34.25 | Q     |
| 8    | 4     | Charles Grethen             | Luxembourg       | 3:34.32 | Q, SB |
| 9    | 3     | Mohamed Katir               | Espagne          | 3:34.34 | Q     |
| 10   | 1     | Adel Mechaal                | Espagne          | 3:34.35 | Q     |
| 11   | 1     | Isaac Nader                 | Portugal         | 3:34.36 | Q     |
| 12   | 3     | Cole Hocker                 | États-Unis       | 3:34.43 | Q     |
| 13   | 3     | Pietro Arese                | Italie           | 3:34.48 | Q     |
| 14   | 1     | Charles Philibert-Thiboutot | Canada           | 3:34.60 | Q     |
| 15   | 4     | Elliot Giles                | Royaume-Uni      | 3:34.63 | Q     |
| 16   | 3     | Narve Gilje Nordås          | Norvège          | 3:34.67 | Q     |
| 17   | 4     | Andrew Coscoran             | Irlande          | 3:34.75 | Q     |
| 18   | 4     | Ossama Meslek               | Italie           | 3:35.12 |       |
| 19   | 3     | Azeddine Habz               | France           | 3:35.16 | Q     |
| 20   | 4     | Salim Keddar                | Algérie          | 3:35.17 |       |
| 21   | 1     | Amos Bartelsmeyer           | Allemagne        | 3:35.44 |       |
| 22   | 4     | Jochem Vermeulen            | Belgique         | 3:35.45 |       |
| 23   | 4     | Anass Essayi                | Maroc            | 3:35.63 |       |
| 24   | 3     | Stewart McSweyn             | Australie        | 3:36.01 |       |
| 25   | 4     | Michał Rozmys               | Pologne          | 3:36.26 | SB    |
| 26   | 4     | Raphael Pallitsch           | Autriche         | 3:36.47 | PB    |
| 27   | 1     | Samuel Zeleke               | Éthiopie         | 3:36.57 |       |
| 28   | 3     | Kieran Lumb                 | Canada           | 3:36.66 |       |
| 29   | 3     | Abdellatif Sadiki           | Maroc            | 3:37.19 |       |
| 30   | 4     | Kristian Uldbjerg Hansen    | Danemark         | 3:37.27 | PB    |
| 31   | 3     | Elzan Bibić                 | Serbie           | 3:37.45 |       |
| 32   | 3     | István Szögi                | Hongrie          | 3:37.57 |       |
| 33   | 1     | Abraham Guem                | Soudan du Sud    | 3:37.85 | PB    |
| 34   | 3     | Abu Mayanja                 | Ouganda          | 3:38.15 |       |
| 35   | 3     | Ajay Kumar Saroj            | Inde             | 3:38.24 | PB    |
| 36   | 3     | Diego Lacamoire             | Argentine        | 3:38.92 |       |
| 37   | 1     | Ryan Mphahlele              | Afrique du Sud   | 3:39.16 |       |
| 38   | 1     | Yervand Mkrtchyan           | Arménie          | 3:39.35 |       |
| 39   | 3     | Ismael Debjani              | Belgique         | 3:39.73 |       |
| 40   | 1     | Nicholas Griggs             | Irlande          | 3:40.72 |       |
| 41   | 4     | Adisu Girma                 | Éthiopie         | 3:45.86 |       |
| 42   | 1     | Matthew Ramsden             | Australie        | 3:46.45 | qR    |
| 43   | 2     | Mario García                | Espagne          | 3:46.77 | Q     |
| 44   | 2     | Tshepo Tshite               | Afrique du Sud   | 3:46.79 | Q     |
| 45   | 2     | Neil Gourley                | Royaume-Uni      | 3:46.87 | Q     |
| 46   | 2     | Samuel Tanner               | Nouvelle-Zélande | 3:46.93 | Q     |
| 47   | 2     | Ruben Verheyden             | Belgique         | 3:47.02 | Q     |
| 48   | 2     | Timothy Cheruiyot           | Kenya            | 3:47.09 | Q     |
| 49   | 2     | Joonas Rinne                | Finlande         | 3:47.16 |       |
| 50   | 2     | Joe Waskom                  | États-Unis       | 3:47.26 |       |
| 51   | 2     | Hicham Akankam              | Maroc            | 3:47.45 |       |
| 52   | 2     | Luke McCann                 | Irlande          | 3:47.48 |       |
| 53   | 2     | Teddese Lemi                | Éthiopie         | 3:47.49 |       |
| 54   | 2     | Rob Napolitano              | Porto Rico       | 3:48.29 |       |
| 55   | 2     | Joao Bussotti               | Italie           | 3:48.55 |       |
| 56   | 2     | Julian Ranc                 | France           | 3:48.63 |       |
| 57   | 1     | Tom Elmer                   | Suisse           | 3:55.72 | qR    |
| 58   | 1     | Emil Danielsson             | Suède            | 3:57.70 | qR    |

### Demi-finales
Les 6 premiers de chaque série (Q) se qualifient pour la finale.
| Rang | Série | Athlète                     | Pays             | Temps   | Notes |
| ---- | ----- | --------------------------- | ---------------- | ------- | ----- |
| 1    | 1     | Yared Nuguse                | États-Unis       | 3:32.69 | Q     |
| 2    | 1     | Abel Kipsang                | Kenya            | 3:32.72 | Q     |
| 3    | 1     | Niels Laros                 | Pays-Bas         | 3:32.74 | Q     |
| 4    | 1     | Azeddine Habz               | France           | 3:32.79 | Q     |
| 5    | 1     | Narve Gilje Nordås          | Norvège          | 3:32.81 | Q     |
| 6    | 1     | Neil Gourley                | Royaume-Uni      | 3:32.97 | Q     |
| 7    | 1     | Tshepo Tshite               | Afrique du Sud   | 3:32.98 |       |
| 8    | 1     | Pietro Arese                | Italie           | 3:33.11 |       |
| 9    | 1     | Adel Mechaal                | Espagne          | 3:33.33 |       |
| 10   | 1     | Mohamed Katir               | Espagne          | 3:33.56 |       |
| 11   | 1     | Ruben Verheyden             | Belgique         | 3:33.96 |       |
| 12   | 1     | Emil Danielsson             | Suède            | 3:34.16 |       |
| 13   | 2     | Jakob Ingebrigtsen          | Norvège          | 3:34.98 | Q     |
| 14   | 2     | Josh Kerr                   | Royaume-Uni      | 3:35.14 | Q     |
| 15   | 2     | Cole Hocker                 | États-Unis       | 3:35.23 | Q     |
| 16   | 2     | Mario García                | Espagne          | 3:35.26 | Q     |
| 17   | 2     | Isaac Nader                 | Portugal         | 3:35.31 | Q     |
| 18   | 2     | Reynold Cheruiyot           | Kenya            | 3:35.53 | Q     |
| 19   | 2     | Charles Grethen             | Luxembourg       | 3:36.11 |       |
| 20   | 2     | Samuel Tanner               | Nouvelle-Zélande | 3:36.58 |       |
| 21   | 1     | Matthew Ramsden             | Australie        | 3:36.83 |       |
| 22   | 1     | Andrew Coscoran             | Irlande          | 3:37.39 |       |
| 23   | 2     | Timothy Cheruiyot           | Kenya            | 3:37.40 |       |
| 24   | 2     | Charles Philibert-Thiboutot | Canada           | 3:37.41 |       |
| 25   | 2     | Tom Elmer                   | Suisse           | 3:38.33 |       |
| 26   | 2     | Elliot Giles                | Royaume-Uni      | 3:39.05 |       |
| 27   | 2     | Adam Spencer                | Australie        | 3:42.10 |       |

### Finale
| Rang               | Athlète            | Pays            | Temps   | Notes |
| ------------------ | ------------------ | --------------- | ------- | ----- |
| Médaille d'or      | Josh Kerr          | Grande-Bretagne | 3:29.38 | SB    |
| Médaille d'argent  | Jakob Ingebrigtsen | Norvège         | 3:29.65 |       |
| Médaille de bronze | Narve Gilje Nordås | Norvège         | 3:29.68 |       |
| 4                  | Abel Kipsang       | Kenya           | 3:29.89 |       |
| 5                  | Yared Nuguse       | États-Unis      | 3:30.25 |       |
| 6                  | Mario García       | Espagne         | 3:30.26 |       |
| 7                  | Cole Hocker        | États-Unis      | 3:30.70 | PB    |
| 8                  | Reynold Cheruiyot  | Kenya           | 3:30.78 |       |
| 9                  | Neil Gourley       | Royaume-Uni     | 3:31.10 |       |
| 10                 | Niels Laros        | Pays-Bas        | 3:31.25 | NR    |
| 11                 | Azeddine Habz      | France          | 3:33.14 |       |
| 12                 | Isaac Nader        | Portugal        | 3:35.41 |       |

## Légende
Records et Performances
- AR : Record continental (area record)
- CR : Record des championnats (championship record)
- MR : Record du meeting (meet record)
- NR : Record national (national record)
- OR : Record olympique (olympic record)
- PR : Record paralympique (paralympic record)
- PB : Record personnel (personal best)
- SB : Meilleure performance personnelle de la saison (season's best)
- WL : Meilleure performance mondiale de l'année (world leader)
- WJR : Record du monde junior (world junior record)
- WR : Record du monde (world record)

Circonstances et Conditions
- DNF : N'a pas terminé (did not finish)
- DNS : N'a pas pris le départ (did not start)
- DQ : Disqualification (disqualification)
- NM : Aucun essai valable enregistré (No Mark)
- Q : Qualifié « directement » au prochain tour (ou à la prochaine compétition), lors d'une compétition majeure, grâce au classement ou à la réalisation des minima (automatic qualifier)
- q : Qualifié au prochain tour (ou à la prochaine compétition), lors d'une compétition majeure, grâce au repêchage ou à la réalisation de l'une des meilleures performances parmi celles des « non qualifiés directement » (grâce au meilleur temps ou à la meilleure distance par exemple) (secondary qualifier)